# 1,12-二碳代-闭式-十二硼烷(12)
1,12-二碳代-闭式-十二硼烷(12)是一种碳硼烷，化学式为C2B10H12，它是非极性分子。

## 化学性质
1,12-C2B10H12对氧化剂和还原剂稳定。它在无水氟化氢中和氟气反应，生成氟代衍生物C2H2B10F10，其氟代反应只发生在B-H键上。它也能和正丁基锂发生锂代反应，生成一锂代或二锂代产物，锂代反应发生在C-H上。